# Grainthorpe
Grainthorpe är en ort och civil parish i Storbritannien.   Den ligger i grevskapet Lincolnshire och riksdelen England, i den sydöstra delen av landet, 220 km norr om huvudstaden London. Grainthorpe ligger 2 meter över havet och antalet invånare är 714.
Terrängen runt Grainthorpe är platt. Havet är nära Grainthorpe åt nordost.Runt Grainthorpe är det ganska tätbefolkat, med 75 invånare per kvadratkilometer. Närmaste större samhälle är Grimsby, 16,2 km nordväst om Grainthorpe. Trakten runt Grainthorpe består till största delen av jordbruksmark.